# Velika mošeja Al Nuri, Mosul
Velika mošeja al-Nuri (arabsko جامع النوري, latinizirano: Jāmiʿ an-Nūrī) je bila mošeja v Mosulu v Iraku. Znana je bila po nagnjenem minaretu, zaradi katerega je mesto dobilo vzdevek 'grbavec' (arabsko الحدباء, latinizirano: al-Ḥadbāˈ). Tradicija pravi, da je bila mošeja prvič zgrajena v poznem 12. stoletju, čeprav je bila skozi leta deležna številnih prenov. Mošeja se je v svoji 850-letni zgodovini upirala različnim sovražnim invazijskim silam, dokler ni bila uničena skupaj z njenim značilnim minaretom v bitki za Mosul leta 2017.
Iraški vojaki so uničenje Velike mošeje pripisali Islamski državi v vandalistični potezi, da bi jo uničili, namesto da bi jo izpustili iz svojega nadzora. Mošeja je imela simboličen pomen za IS in njenega voditelja Abu Bakra al Bagdadija, saj so jo leta 2014 uporabili skrajneži za samorazglasitev svojega 'kalifata'. Črna zastava IS je plapolala na 45-metrskem minaretu, potem ko so njihovi skrajneži vdrli čez Irak in Sirijo in zavzeli ozemlje, in obljubili so, da ne bodo nikoli dovolili, da se njihova zastava spusti. V nasprotju z uradnimi poročili in lokalnimi očividci je IS trdil, da so ga uničile ameriške sile. Trditev IS ni bila utemeljena. BBC je poročal, da je »IS obtožila koalicijska letala pod vodstvom Združenih držav, da so bombardirala kraj, vendar so strokovnjaki povedali, da je videoposnetek, ki je krožil po spletu, pokazal naboje znotraj struktur, ki eksplodirajo«.
Iraški premier Haider al-Abadi je izjavil, da je bilo uničenje mošeje s strani IS 'razglasitev poraza' in da »razstrelitev minareta al-Hadba in mošeje al-Nuri pomeni uradno priznanje poraza [s strani ISIS].«

## Gradnja
Tradicija pravi, da je Nur ad-Din Zangi, turkmenski atabeg Velikega Seldžuškega cesarstva in sultan njegove sirske province, zgradil mošejo v letih 1172–1173, malo pred svojo smrtjo. Po kroniki Ibn al-Athirja je Nur ad-Din, potem ko je prevzel nadzor nad Mosulom, naročil svojemu nečaku Fakhr al-Dinu, naj zgradi mošejo:

[Nur ad-Din] je osebno odjahal na njeno lokacijo in si jo ogledal. Povzpel se je na minaret mošeje Abu Hadirja, pogledal navzdol na mesto svoje mošeje in ukazal, naj se sosednje hiše in trgovine dodajo zemljišču, ki si ga je ogledal, vendar se ne sme ničesar vzeti brez voljnega soglasja lastnikov. Za vodenje projekta je postavil šejka Omarja al-Malo, pobožnega in dobrega človeka. Nepremičnine so bile odkupljene od lastnikov po zelo visokih cenah in začela se je gradnja, za katero so bili porabljeni veliki zneski. Stavba je bila dokončana leta 568 [tj. 1172-3 n. št.].

## Minaret
Mošeja je bila znana po nagnjenem minaretu, znanem kot al-Hadba’ ('grbavec'). Grattan Geary, popotnik iz 19. stoletja, je opisal videz minareta:

Odmaknjen je nekaj čevljev od navpičnice, čeprav se začne precej od tal, na vrhu, preden si nadene galerijo in kupolo, ponovno zavzame pokončno držo. Njegov odnos je odnos človeka, ki se priklanja.
Ko je bil cilindrični minaret zgrajen, je bil visok 45 metrov, s sedmimi pasovi okrasnih zidakov v zapletenih geometrijskih vzorcih, ki so se v ravneh dvigali proti vrhu. V času, ko ga je v 14. stoletju obiskal popotnik Ibn Batuta, je bil že na seznamu in je dobil svoj vzdevek. Zasnova minareta sledi obliki, ki je bila prvotno razvita v sosednjem Iranu in Srednji Aziji, in ima podobnosti z drugimi minareti v severnem Iraku, kot so tisti v Mardinu, Sindžarju in Arbilu. Upodobljen je na iraškem bankovcu za 10.000 dinarjev.
Po lokalnem izročilu (ki ne upošteva kronologije) se je minaret nagnil po tem, ko je islamski prerok Mohamed šel nad glavo, ko se je dvigal v nebo. Minaret se je s spoštovanjem priklonil, vendar je lahko ponovno vzpostavil ravnotežje šele, ko je bil njegov zgornji člen upognjen v nasprotno smer. Po lokalnem krščanskem izročilu pa je bil mošeja nagnjena zaradi njenega priklona proti grobu Device Marije, ki naj bi bila blizu Arbila. Nekateri jo imenujejo tudi iraški stolp v Pisi, saj so značilni nagib mošeje primerjali s stolpom Torre di Pisa v Italiji.

## Grobnica
V kompleksu mošeje je tudi grobnica, ki je bila pravzaprav preurejena soba neuporabljene medrese, ki jo je začel seldžuški vezir Nizam al-Mulk. Lokalno izročilo pravi, da grob pripada svetniku Aliju al-Asgharju ibn al-Hanafijahu. Na vrhu groba je postavljen tudi simboličen lesen sarkofag. Vendar pa pravijo, da povezava z Alijem al-Asgharjem ni bila vedno tam; kaj takega se je zgodilo šele po rekonstrukciji iz 13. stoletja, ki jo je izvedel seldžuški vladar Badr al-Din Lulu. Opisano je tudi, da je grobnica posvečena nedoločeni osebnosti po imenu Šejk Al-Nuri, vendar je bila povezana tudi z ustanoviteljem mošeje Nur al-Din Mahmudom Zangijem, ki je bil namesto tega pokopan v Damasku. Svetišče je bilo porušeno leta 2014, ko je ISIS zavzela Mosul, na vrhu pa je bilo zgrajeno parkirišče.

## Sodobna zgodovina
Mošeja, njena medresa in grobnica so bili razstavljeni in ponovno sestavljeni leta 1942 v programu obnove, ki ga je izvedla iraška vlada. Minaret ni bil obnovljen, čeprav ga je italijansko podjetje leta 1981 poskušalo stabilizirati. Bombardiranje Mosula med iransko-iraško vojno v 1980-ih je pretrgalo podzemne cevi in povzročilo puščanje pod minaretom, ki ga je dodatno spodkopalo. Nagib se je pozneje poslabšal še za 40 centimetrov.
Vzrok za nagnjenost je bil sporen – nekateri so krivili prevladujoči veter – vendar so lokalni uradniki to pripisali učinkom toplotnega raztezanja, ki ga povzroča toplota sonca, zaradi česar se opeke na strani, obrnjeni proti soncu, razširijo in postopoma nagnejo minaret. V zadnjih letih so se vzdolž vznožja minareta, ki je bil nagnjen skoraj 3 metre od navpičnice, povečale razpoke.
Struktura je bila tarča skrajnežev Islamske države, ki so 10. junija 2014 zasedli Mosul in pred tem uničili Junusovo grobnico. Vendar so prebivalci Mosula, ogorčeni nad uničenjem svojih kulturnih znamenitosti, zaščitili mošejo tako, da so oblikovali človeško verigo in oblikovali odpor proti ISIS-u. Namesto da bi mesto uničil, se je Abu Bakr al Bagdadi pojavil med petkovo molitvijo v tej mošeji 4. julija 2014, da bi razglasil ustanovitev novega kalifata.

### Uničenje
Do junija 2017 je bitka za Mosul napredovala do stopnje, ko je bilo ozemlje v Mosulu pod nadzorom IS omejeno na območje starega mesta, ki je vključevalo mošejo. 21. junija 2017 so iraške vladne sile poročale, da so mošejo razstrelile sile IS ob 21:50 in da je eksplozija nakazovala, da so bile bombe namerno postavljene, da bi jo porušili.
Amak, informacijsko krilo IS-ja, ki je pogosto poročalo o novicah, ki so bile ugodne za teroristično organizacijo, je trdil, da je bil za uničenje odgovoren zračni napad Združenih držav, vendar ta trditev ni bila podprta z nobenim dokazom.
Iraške sile so bile pred eksplozijo največ 50 metrov od mošeje in končno zavzele lokacijo teden dni kasneje, 29. junija. Fotografije iz zraka in video uničenja je iraška vojska objavila nekaj ur po eksploziji. Videoposnetek je še posebej jasno pokazal eksplozijo nabojev v zgradbi.
Iraški premier Haider al-Abadi je izjavil, da je uničenje mošeje 'razglasitev poraza' IS. Novinar BBC News Paul Adams je razložil uničenje mošeje kot ISIS-ovo »zadnje dejanje jeznega kljubovanja, preden so končno izgubili nadzor nad Mosulom«.

## Rekonstrukcija
23. aprila 2018 so se Združeni arabski emirati (ZAE) zavezali, da bodo obnovili mošejo. Združeni arabski emirati bodo zagotovili 50,4 milijona ameriških dolarjev za financiranje projekta obnove s skupnim sodelovanjem med ZAE, Unescom, iraškim ministrstvom za kulturo in Mednarodnim centrom za preučevanje ohranjanja in restavriranja kulturnih dobrin (ICCROM). Projektni načrt je ohranitev kvadratne osnove nagnjenega minareta kot spomenika žrtvam ISIS-a ter izgradnja replike, ki bi bila vidna na obzorju Mosula. Med objavo je ministrica ZAE za kulturo in razvoj znanja Noura Al Kaabi govorila v Chatham House v središču Londona in izjavila, da je »to pobuda, ki premaga ekstremizem v vseh njegovih vidikih« in »[no]čemo omogočiti uničenje preteklosti in sedanjosti«. Gostila je prvo srečanje skupnega odbora septembra 2018 v ZAE. Predvideni rok dokončanja načrtovane rekonstrukcije je bil leto 2023. Temeljni kamen za obnovo je bil položen 17. decembra 2018.
Aprila 2021 je bilo objavljeno, da je skupina osmih egiptovskih arhitektov zmagala na natečaju za rekonstrukcijo mošeje med 123 prijavami. Zmagovalni projekt je bil kritiziran, ker bolj spominja na arhitekturo Perzijskega zaliva kot na tradicionalno arhitekturo v Mosulu.